# 샘 퀘리

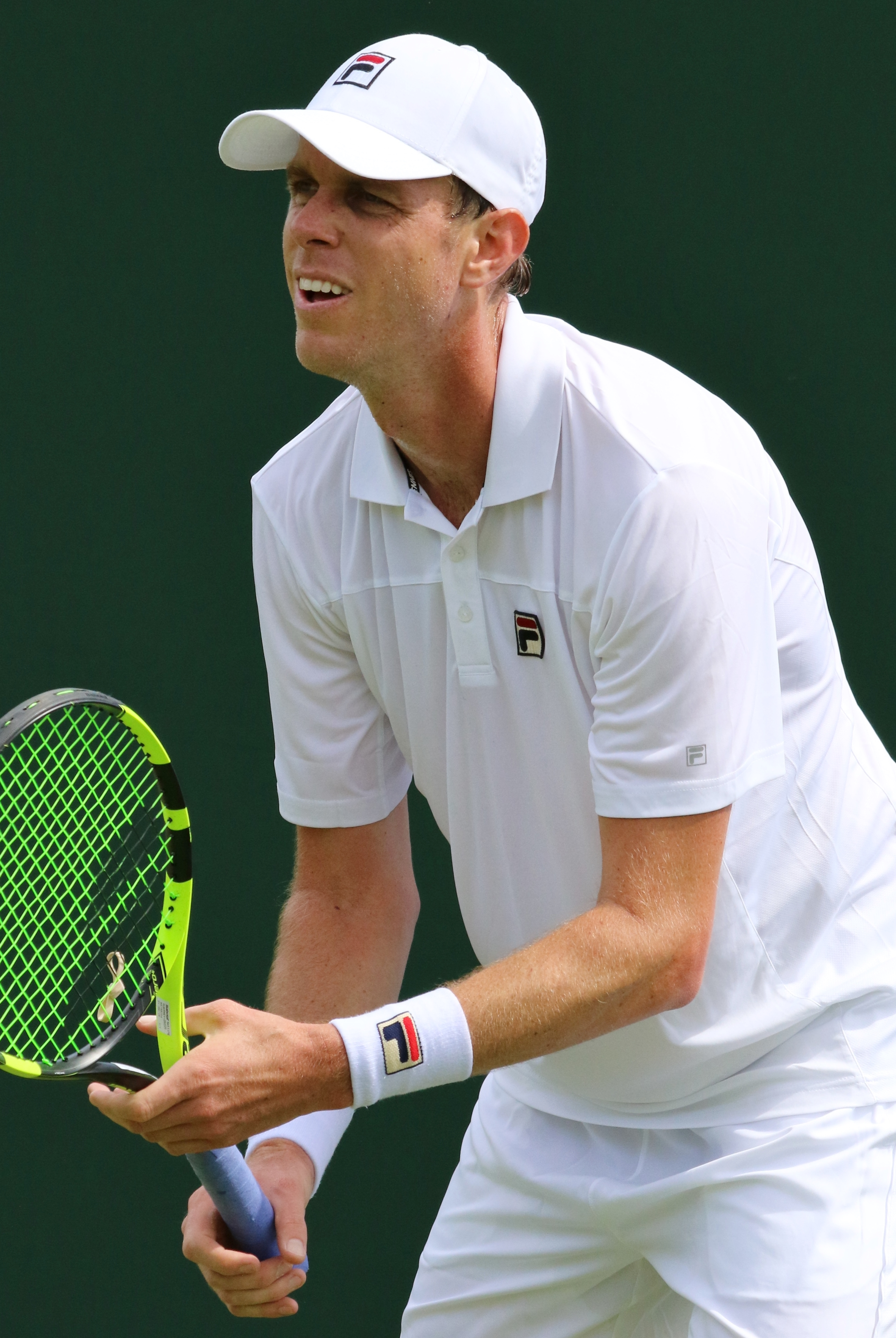
2016년 윔블던 선수권 대회에서의 퀘리 선수

샘 오스틴 퀘리(영어: Sam Austin Querrey, 1987년 10월 7일 ~ )는 미국의 테니스 선수이다. 2016년 윔블던 선수권 대회에서 노바크 조코비치를 꺾고 8강에 진출하여 큰 화제를 불러일으켰다. 페어를 할 때는 주로 존 이스너와 한다.
2007년 인디애나폴리스 선수권 대회 8강 경기에서 제임스 블레이크를 상대로 10개의 연속 에이스를 기록하면서 승리하였으며, 이것은 오픈 시대 최고 연속 에이스 기록이다.